# Fasola zwykła

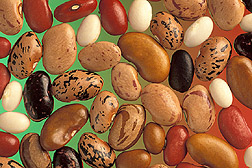
Nasiona

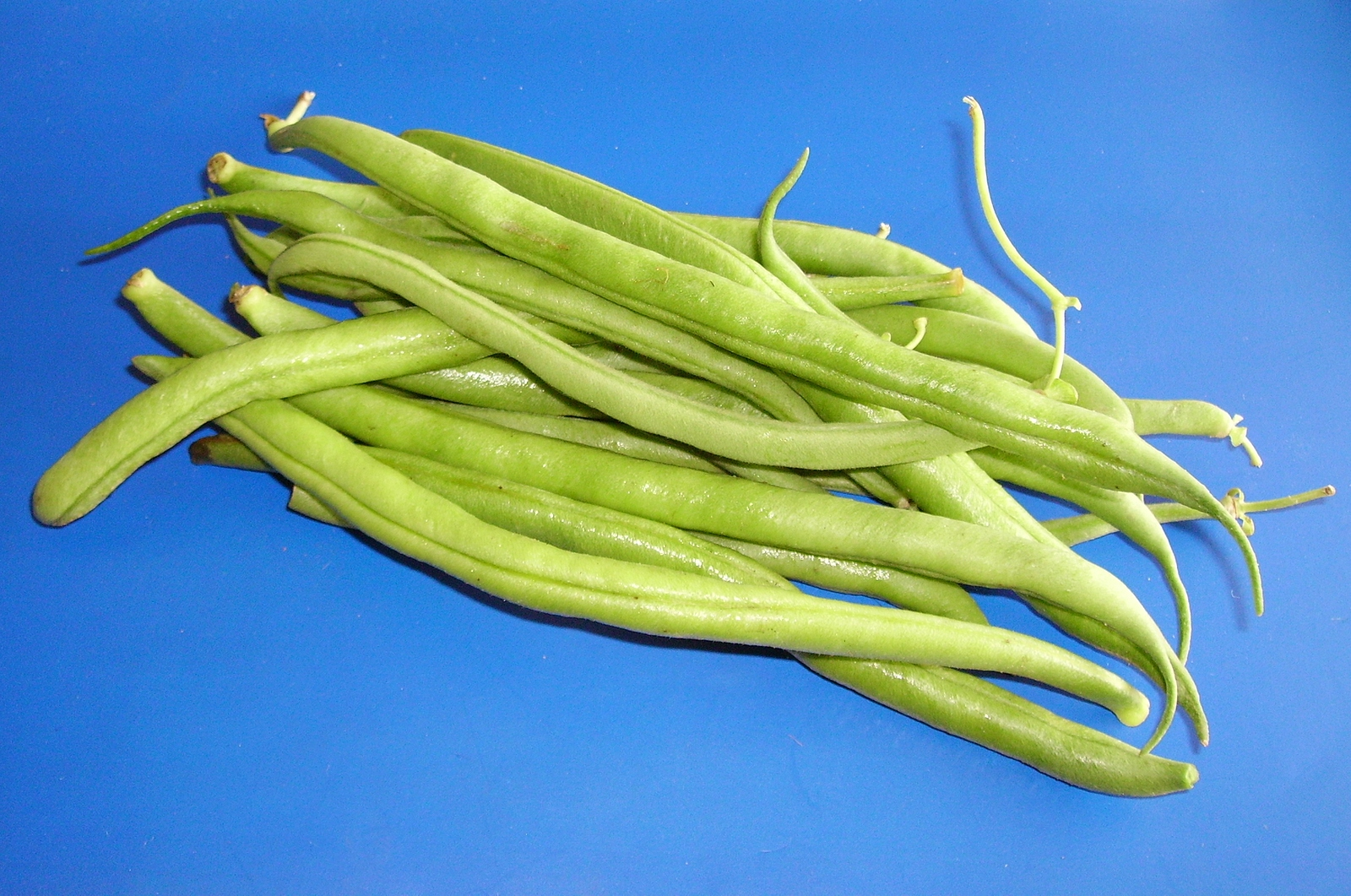
Strąki odmian fasoli szparagowej

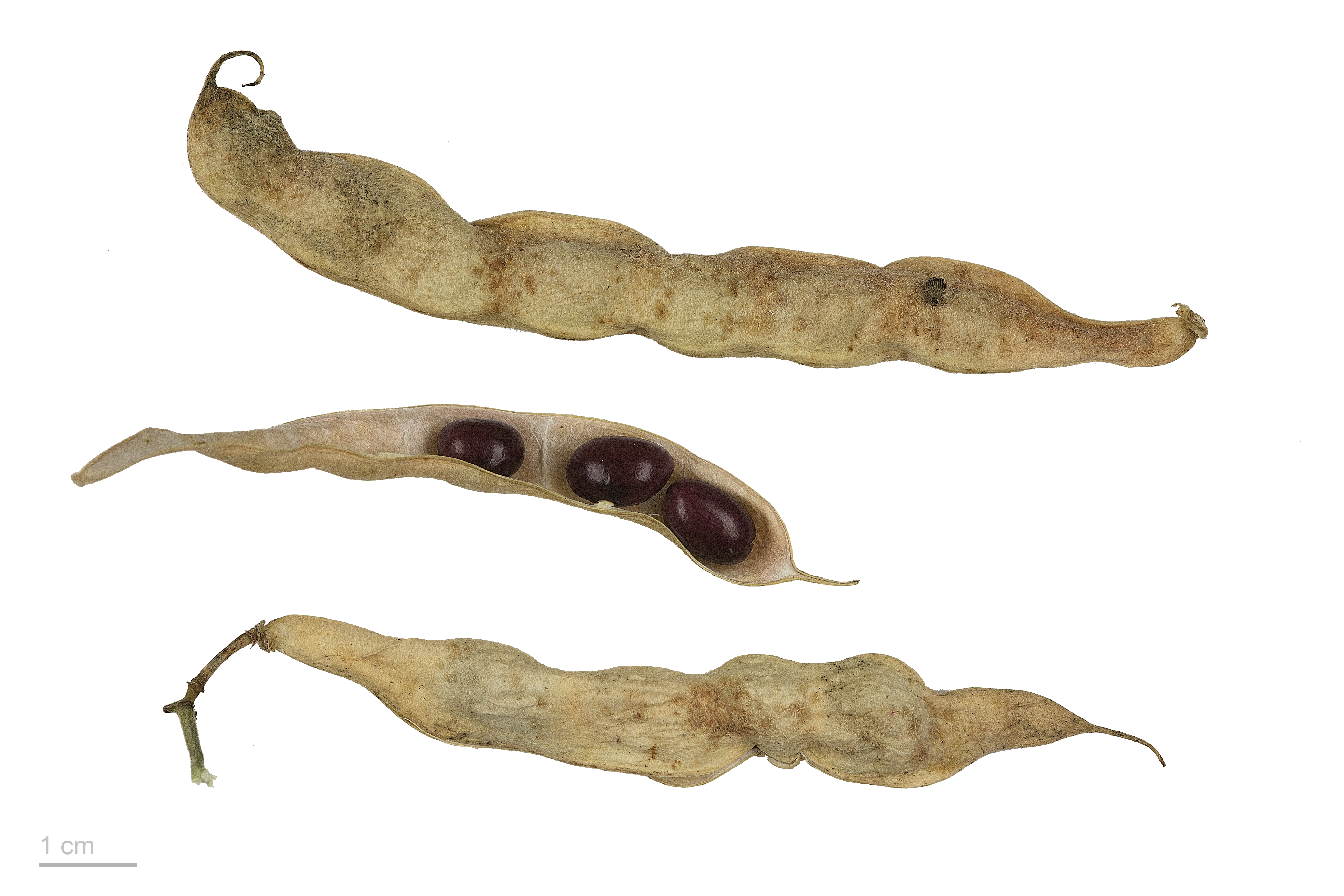
Phaseolus vulgaris

Fasola zwykła, f. zwyczajna (Phaseolus vulgaris L.) – gatunek roślin jednorocznych należący do rodziny bobowatych. Pochodzi z Ameryki Środkowej i Południowej, jest w wielu odmianach uprawiany w różnych rejonach świata. W Polsce wyłącznie jako roślina uprawna (bardzo rzadko jako efemerofit).

## Morfologia
ŁodygaSłabo rozgałęziona, w dolnej części zdrewniała, osiąga wysokość 25 – 60 cm u odmian karłowych, 60 – 120 cm u odmian biczykowych o łodydze płożącej, 2 – 3 m u odmian tycznych, które owijają się wokół podpór.
LiściePierwsze dwa są całobrzegie, następne trójlistkowe, barwy jasno- lub ciemnozielonej, w zależności od odmiany.
KwiatyMotylkowe, zebrane w grona po 2–8 sztuk, które wyrastają z kątów liści po 40–60 dniach od siewu. Są one barwy białej, lila, fioletowej lub czerwonej (w zależności od odmiany).
OwoceWydłużone strąki.
KorzeńPalowy, sięga na głębokość 100–110 cm, jest silnie rozgałęziony w wierzchniej warstwie gleby. Ma małą zdolność regeneracji, dlatego źle znosi przesadzanie. W symbiozie z fasolą współżyją bakterie Rhizobium phaseoli, tworzące na korzeniach brodawki korzeniowe, bakterie te wiążą azot atmosferyczny, z którego korzystają również rośliny.

## Zastosowanie
- Uprawiana jako warzywo, z grupy tzw. roślin strączkowych. Do celów spożywczych wykorzystywane są głównie nasiona, zawierające dużo białka, a u odmian szparagowych całe strąki. Fasola szparagowa jest spożywana jako świeża po ugotowaniu, lub jest przetwarzana – konserwowana i zamrażana. Fasola szparagowa należy do warzyw ciepłolubnych, dlatego można ją przechowywać w temperaturze 8-10 stopni C, przy wilgotności względnej powietrza 85-90% / 5-7 dni. Fasola należy do warzyw o dużej wartości odżywczej. Została udomowiona przez Indian na długo przed podbojem tych ziem przez hiszpańskich i portugalskich konkwistadorów. Zresztą ci ostatni rychło docenili zalety fasoli i sprowadzili jej nasiona do Starego Świata, przyczyniając się do rozpowszechnienia uprawy tej rośliny na skalę towarową nie tylko na kontynencie europejskim, ale również w Afryce i Azji.
- Wyhodowano liczne odmiany uprawiane także jako rośliny ozdobne ze względu na ich piękne kwiaty.

| Ilość aminokwasów w 100 g | Ilość aminokwasów w 100 g |
| Nazwa                     | Ilość w mg                |
| ------------------------- | ------------------------- |
| Izoleucyna                | 100                       |
| Leucyna                   | 184                       |
| Lizyna                    | 147                       |
| Metionina                 | 34                        |
| Cystyna                   | 22                        |
| Fenyloalanina             | 113                       |
| Tyrozyna                  | 89                        |
| Treonina                  | 104                       |
| Tryptofan                 | 37                        |
| Walina                    | 131                       |
| Arginina                  | 113                       |
| Histydyna                 | 62                        |
| Alanina                   | 117                       |
| Kwas asparaginowy         | 319                       |
| Kwas glutaminowy          | 285                       |
| Glicyna                   | 101                       |
| Prolina                   | 101                       |
| Seryna                    | 143                       |

## Odmiany uprawne
Odmiany fasoli zwykłej różnią się wysokością łodygi, barwą strąków, zawartością w nim włókna, a także wielkością nasion i długością okresu wegetacji. Dzielimy je na:
- karłowe ('Bor', 'Mela', 'Augustynka', 'Wstęga')
- tyczne ('Atlas' – 'Mamut', 'Blauhilde', 'Goldmarie' – 'Mamut', 'Hilds Neckarkonigin')
- szparagowe
  - zielonostrąkowe ('Atena', 'Bona', 'Fana', 'Laguna', 'Zielona', 'Libra', 'Madera', 'Sisal', 'Sumatra')
  - żółtostrąkowe ('Amanda', 'Elektra', 'Furora', 'Polana', 'Galopka', 'Goldpantera – Pantera', 'Korona', 'Laurina – Laura', 'Polka', 'Tara', 'Złota Saxa')
- na suche nasiona

Spośród odmian fasoli szparagowej do upraw amatorskich szczególnie polecana jest odmiana 'Blauhilde'. Jest to odmiana tyczna (wysokość ponad 3 m) tworząca długie, bezwłókniste strąki o ciekawej, fioletowo-niebieskiej barwie. Po ugotowaniu strąki stają się zielone. Wymaga stosowania podpór lub uprawy przy wysokich płotach. Spośród odmian żółtostrąkowych warto zwrócić uwagę na dwie średnio wczesne odmiany – 'Polkę' oraz 'Galopkę', których zaletami są odporność na choroby (antraknozę i bakteriozę obwódkową) oraz dobre plonowanie.

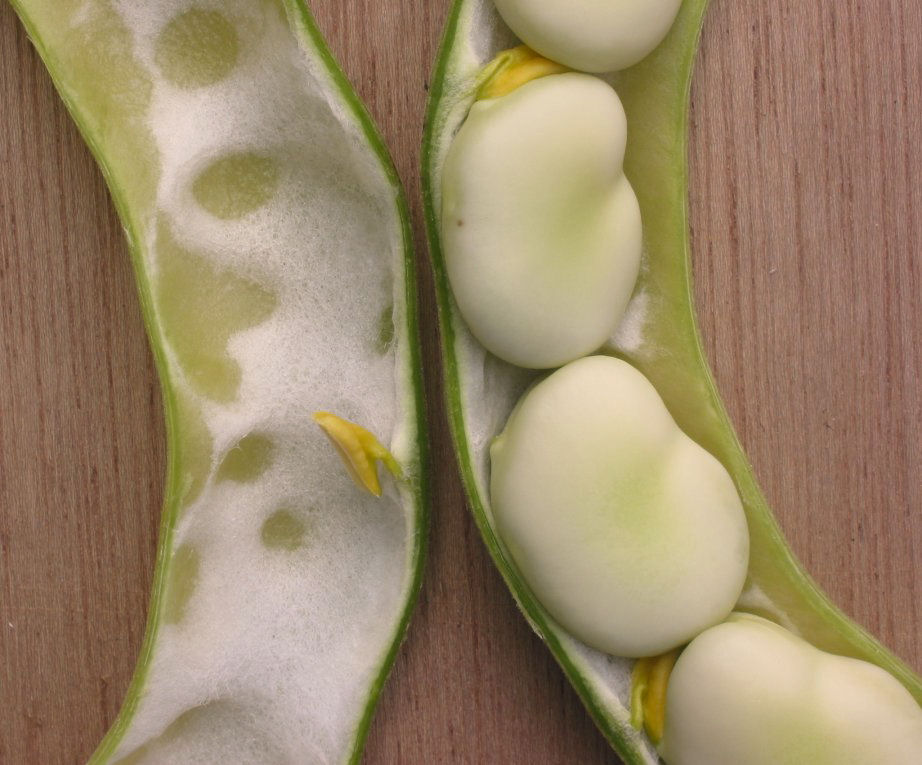
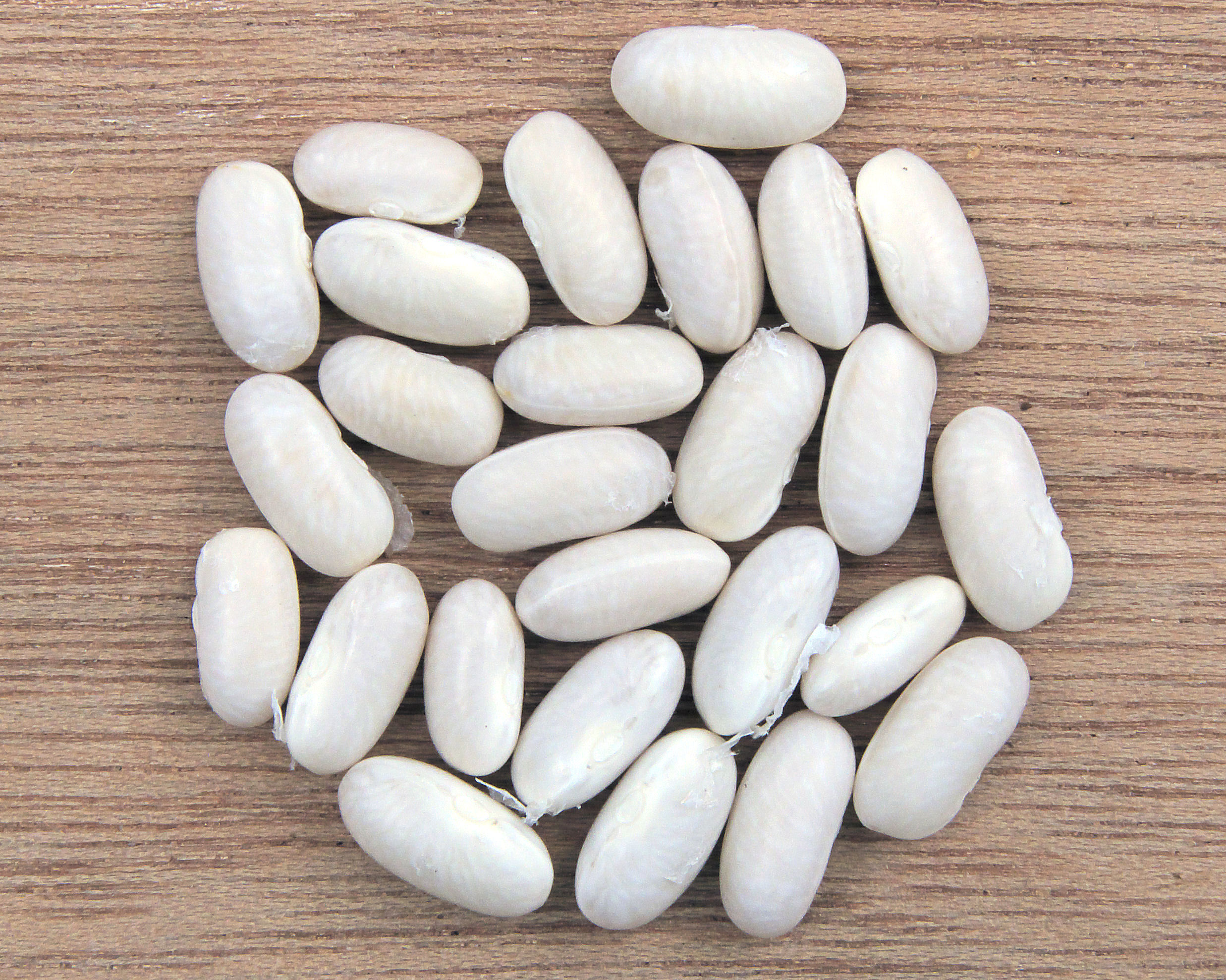
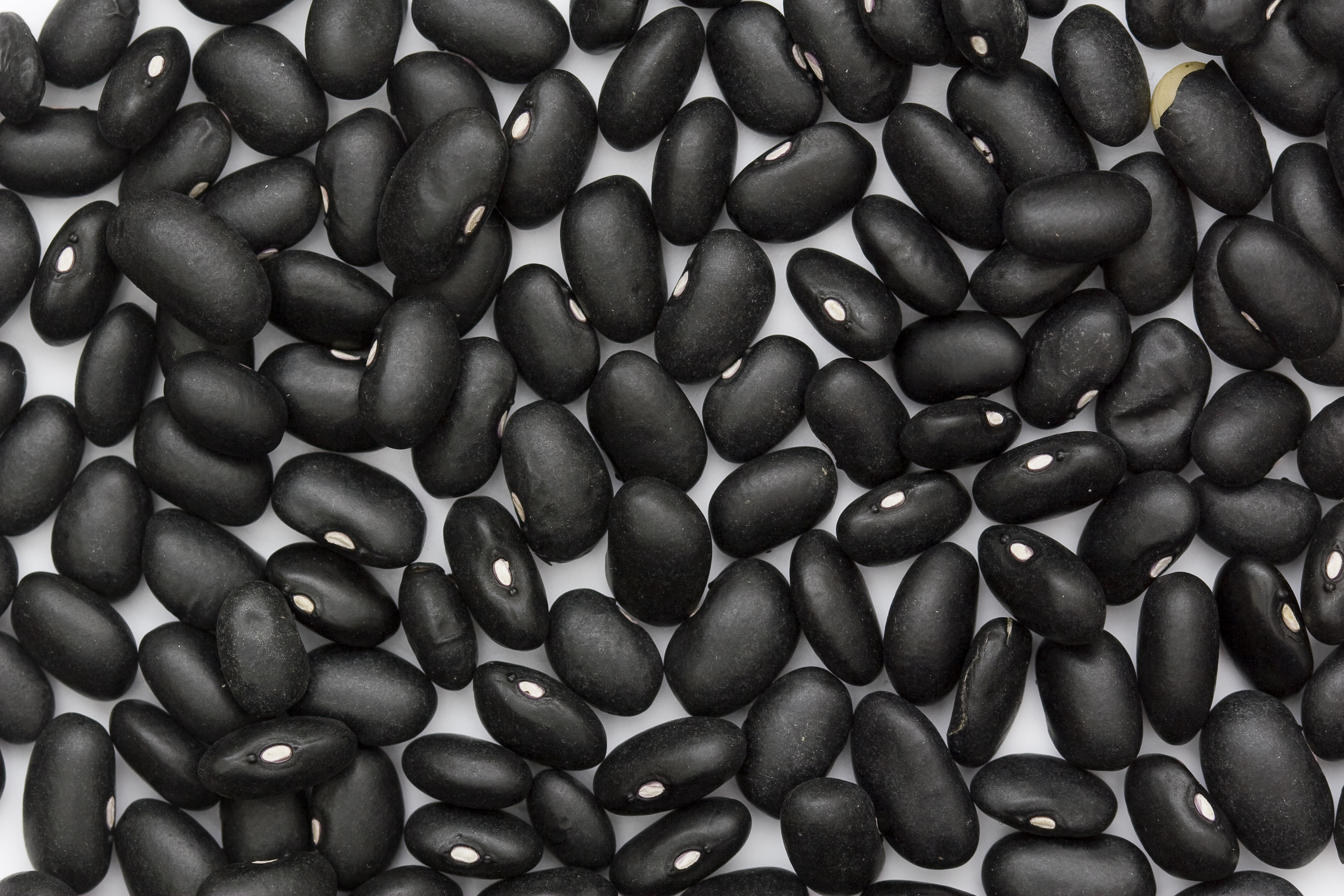
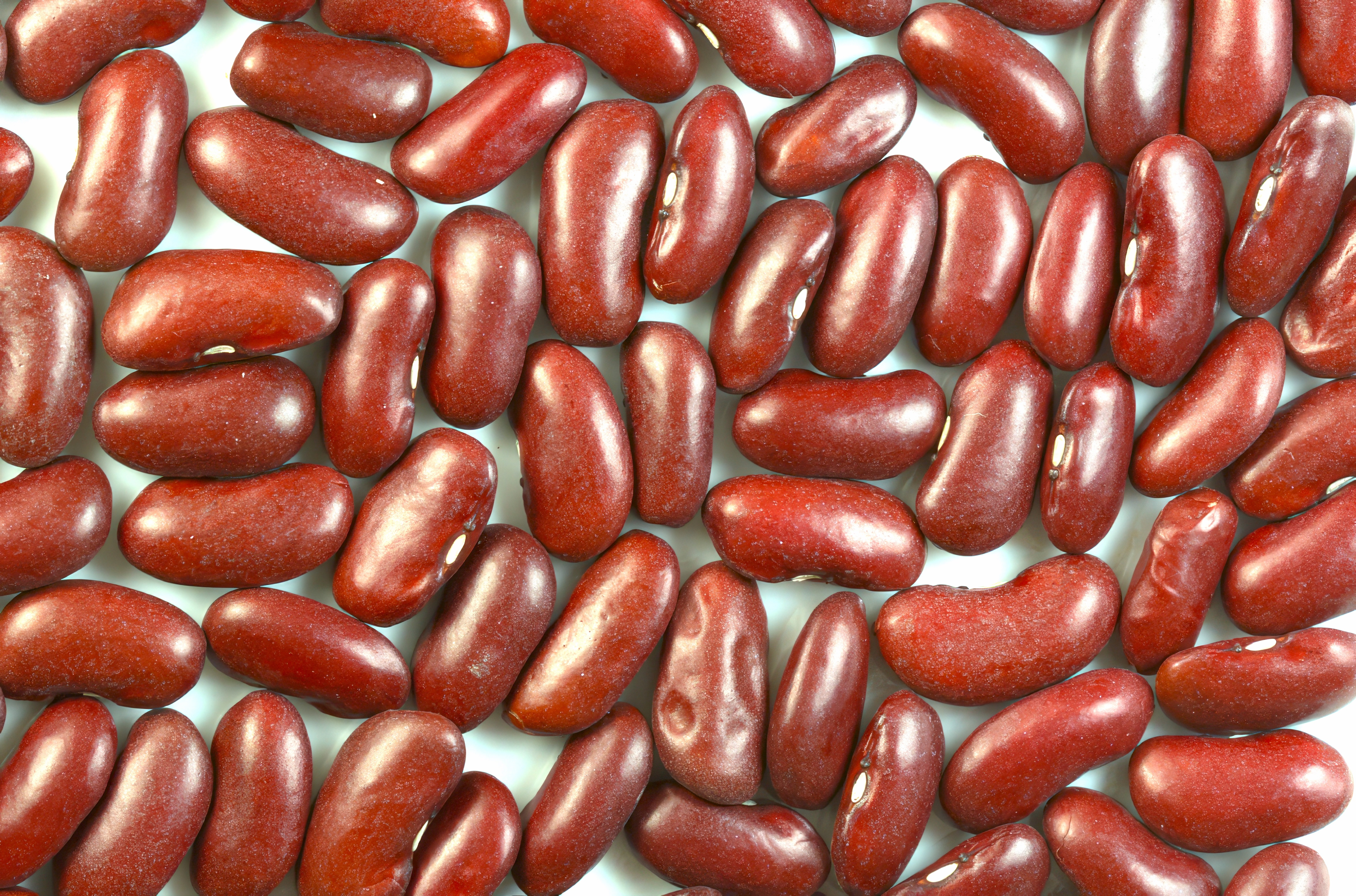